# 약사고등학교
약사고등학교(藥泗高等學校)는 대한민국 울산광역시 중구 약사동에 있는 공립 고등학교이다.

## 학교 연혁
- 2010년 5월 10일 : 약사고등학교 설립 계획 확정
- 2013년 2월 28일 : 약사고등학교 교명 확정
- 2013년 3월 1일 : 초대 강병호 교장 취임
- 2018년 3월 1일 : 자율형공립고등학교 정책 연구학교 재지정(2018년-2020년)
- 2021년 3월 1일 : 2021 고교학점제 정책 연구학교 지정(2021년-2023년)
- 2021년 2월 4일 : 제6회 졸업식(졸업생 242명, 누계 1,875명)
- 2021년 3월 2일 : 제9회 입학식(남 91명, 여 94명 계 185명)
- 2023년 3월 1일 : 제4대 강영옥 교장 취임

## 참고 자료
- 약사고등학교 - 한국교육학술정보원 학교알리미